# Kirk Book
Kirk Book is een voormalig Amerikaans waterskiër.

## Levensloop
Book werd in 1993 wereldkampioen in de Formule 1 van het waterski racing.

## Palmares
- Wereldkampioenschap: 1993